# A Pair of Queens (film 1915)
A Pair of Queens è un cortometraggio muto del 1915 diretto da George D. Baker.

## Produzione
Il film fu prodotto dalla Vitagraph Company of America.

## Distribuzione
Distribuito dalla General Film Company, il film - un cortometraggio in due bobine - uscì nelle sale cinematografiche statunitensi il 24 luglio 1915.